# 산요 지방
산요 지방(일본어: 山陽地方, 문화어: 상요 지방)은 주고쿠 지방에서 산인 지방에 남쪽으로 접한 지역으로, 오카야마현과 히로시마현, 야마구치현과 효고현의 남서부를 가리킨다. 명칭의 유래는 고키시치도의 산요도지만, 주고쿠 지방의 세토 내해와 접한 쪽만을 가리키는 범위로 이용될 때가 많다.

## 특징
세토 내해와 접하고 있어, 비가 적은 세토 내해식 기후를 띤다. 산요 신칸센과 산요 본선 등의 철도와 간선도로가 동서를 관통한다. 기나이와 기타큐슈 지방을 연결하고 있어, 교통망이 일본 제2의 규모다.
태평양 벨트에 속해, 효고현의 다카사고시·히메지시나 오카야마현의 다마노시, 히로시마현의 히로시마시·후쿠야마시, 야마구치현의 시모노세키시 등의 임해공업도시가 띠모양으로 분포하고 있다.

## 인구
| 연도 | 인구      | ±%     |
| ---- | --------- | ------ |
| 1920 | 3,801,000 | —      |
| 1930 | 4,112,136 | +8.2%  |
| 1940 | 4,492,504 | +9.2%  |
| 1950 | 5,283,967 | +17.6% |
| 1960 | 5,456,043 | +3.3%  |
| 1970 | 5,654,135 | +3.6%  |
| 1980 | 6,197,161 | +9.6%  |
| 1990 | 6,348,847 | +2.4%  |
| 2000 | 6,357,707 | +0.1%  |
| 2010 | 6,257,364 | −1.6%  |
| 2020 | 6,079,644 | −2.8%  |

## 같이 보기
- 오기칠도
- 도카이도
- 도산도
- 호쿠리쿠도
- 난카이도
- 사이카이도